# Transakcja spółka z o.o.
PHU „Transakcja” Spółka z o.o. – spółka („przedsiębiorstwo handlowo-usługowe”) założona 26 lipca 1988 w Warszawie przez koncern RSW „Prasa-Książka-Ruch”, reprezentowany przez Bronisława Stępnia i Tadeusza Kucharka, oraz Akademię Nauk Społecznych przy KC PZPR, reprezentowaną przez Jaremę Maciszewskiego. Radę Nadzorczą spółki tworzyli Janusz Basiak, Wiesław Huszcza, Witold Wiącek, Leszek Biały, Marek Siwiec oraz Jerzy Szmajdziński. Wiktor Pitus objął stanowisko prezesa zarządu spółki.
Kapitał zakładowy przedsiębiorstwa wyniósł 150 mln starych zł, z czego 100 mln wpłaciło RSW, a 50 mln (tylko formalnie) Akademia Nauk Społecznych. Komitet Centralny PZPR wielokrotnie wspierał „Transakcję” dużymi dotacjami pochodzącymi z należnych mu dywidend z RSW „Prasa-Książka-Ruch”. Po rozwiązaniu PZPR kontrolę nad „Transakcją” sprawowali czołowi politycy SdRP, m.in. Leszek Miller, Wiesław Huszcza, Marek Siwiec i Jerzy Szmajdziński. Leszek Miller zgodnie z pismem z 1 marca 1990 jednoosobowo reprezentował w spółce „interesy Socjaldemokracji”.
Większość dokumentów księgowych oraz rejestrowych spółki zaginęła. Z zachowanych sprawozdań spółki wynika, że zajmowała się ona m.in. handlem zagranicznym, w tym sprowadzaniem do Polski alkoholu dzięki kontaktom z radziecką (gruzińską) firmą „Sameba” oraz sprowadzaniem z Dalekiego Wschodu sprzętu komputerowego, który następnie re-eksportowany był ze znacznym zyskiem do Związku Radzieckiego. Sprowadzano też znaczne ilości wyrobów bawełnianych z Indii. „Transakcja” była również ważnym graczem na ówczesnym rynku hurtowym mebli, dywanów i sprzętu RTV. Zbyt towarów ułatwiały kontakty zarządu firmy z dyrektorami jednostek gospodarki uspołecznionej, takimi jak: Przedsiębiorstwo Hurtu Spożywczego, Powszechna Spółdzielnia Spożywców „Społem”, GS „Samopomoc Chłopska” oraz WPHW. Ważną dziedziną działalności były także inwestycje kapitałowe. „Transakcja” założyła szereg spółek-córek, których głównymi współudziałowcami były Komitety Wojewódzkie PZPR. W ten sposób stała się spółką o charakterze holdingowym. Wśród spółek założonych przez „Transakcję” były w szczególności Bank Inicjatyw Gospodarczych SA, TUiR Polisa SA oraz Muza SA.
Rozwój „Transakcji” przerwał likwidator mienia b. PZPR. Oprotestował on wszystkie uchwały podjęte przez zarząd spółki po 27 lutego 1991, czyli po dacie wejścia w życie Ustawy o przejęciu majątku byłej PZPR. Przed zawieszeniem działalności „Transakcja” sprzedała spółce Universal SA – za kwotę 1,7 mld starych zł – akcje BIG SA, których była właścicielem.